# Jokilampi och Saukkolampi
Jokilampi och Saukkolampi är en sjö i Finland. Den ligger i kommunen Rovaniemi i landskapet Lappland, i den norra delen av landet, 700 km norr om huvudstaden Helsingfors. Jokilampi ligger 135,2 meter över havet. Arean är 44,8 hektar och strandlinjen är 5,69 kilometer lång. Sjön  ingår i Kemi älvs huvudavrinningsområde. 